# رمیرز-پرز (تگزاس)
رمیرز-پرز (به انگلیسی: Ramirez-Perez) یک منطقهٔ مسکونی در ایالات متحده آمریکا است که در تگزاس واقع شده‌است. رمیرز-پرز ۷۸ نفر جمعیت دارد.